# Людвіг Александр Баттенберг
Людвіг Александр Баттенберг, 1-й маркіз Мілфорд-Хейвен (англ. Louis Alexander Mountbatten, 1st Marquess of Milford Haven, раніше принц Людвіг Олександр фон Баттенберг (нім. Ludwig Alexander von Battenberg, 24 травня 1854 — 11 вересня 1921) — перший німецький принц з дому Баттенберг, британський військово-морський і державний діяч, адмірал флоту.

## Біографія
Старший син Олександра Гессен-Дармштадтського і його морганатичної дружини Юлії фон Гауке.
У 1884 році Людвіг одружився з Вікторією Гессен-Дармштадтською (1863—1950), дочкою Людвіга IV Гессенського і принцеси Аліси Великобританської.
Діти:
- Аліса (1885—1969), одружена з Андрієм, принцом Грецьким; від цього шлюбу народився принц Філіп Грецький, який в 1947 році одружився з майбутньою королевою Єлизаветою II і при цьому шлюбі взяв прізвище матері (Маунтбеттен);

- Луїза (1889—1965), одружена з королем Швеції Густавом VI Адольфом (друга дружина, з 1950 королева);

- Джордж (Георг) (1892—1938), одружений з внучкою Миколи I Надією Михайлівною Торби;

- Луїс (Людвіг) (1900—1979), одружений з Едвіною Ешлі.